# スポーツ (ヒューイ・ルイス&ザ・ニュースのアルバム)
『スポーツ』(Sports)はアメリカ合衆国のロック・グループのヒューイ・ルイス&ザ・ニュースのアルバム。1983年9月にアメリカでリリースされた。
彼ら自身初の大ヒットを飾ったアルバムで、マイケル・ジャクソンの『スリラー』に続いて1984年のbillboard年間チャート第2位を記録した。珍しいことにマリオ・シポリナとヒューイ・ルイスの共作の曲がある。しかし、アルバムは1位だったものの、トラックの中からは1位は出ていない。
4番の「アイ・ウォント・ア・ニュー・ドラッグ」は、映画『ゴーストバスターズ』（1984年）主題歌への盗作騒動に発展した曰くつきの曲である。

## 曲目
1. ハート・オブ・ロックン・ロール The Heart Of Rock & Roll (コーラ/ルイス)-5:04
2. ハート・アンド・ソウル Heart And Soul (チャップマン/チン)-4:12
3. バッド・イズ・バッド Bad Is Bad (ルイス/コーラ/ホッパー)-3:48
4. アイ・ウォント・ア・ニュー・ドラッグ I Want A New Drug (ヘイズ/ルイス)-4:43
5. ウォーキング・オン・ア・シン・ライン Walking On A Thin Line (ペシス/ウェルズ)-5:11
6. 君のもとへ Finally Found A Home (ヘイズ/ルイス/ブラウン)-3:42
7. いつも夢みて If This Is It (コーラ/ルイス)-3:53
8. ユー・クラック・ミー・アップ You Crack Me Up (シポリナ/ルイス)-3:41
9. ホンキー・トンク・ブルース Honky Tonk Blues (ハンク・ウィリアムズ)-3:18

## チャート
アルバム - ビルボード (北アメリカ)
| 年   | チャート      | 順位 |
| ---- | ------------- | ---- |
| 1984 | ビルボード200 | 1    |

シングル - ビルボード (北アメリカ)
| 年   | シングル                             | チャート                           | 順位 |
| ---- | ------------------------------------ | ---------------------------------- | ---- |
| 1983 | ハート・アンド・ソウル               | Mainstream Rock                    | 1    |
| 1983 | ハート・アンド・ソウル               | ビルボード・ホット100              | 8    |
| 1983 | アイ・ウォント・ア・ニュー・ドラッグ | Mainstream Rock                    | 7    |
| 1984 | アイ・ウォント・ア・ニュー・ドラッグ | ビルボード・ホット100              | 6    |
| 1984 | ハート・オブ・ロックン・ロール       | ビルボード・ホット100              | 6    |
| 1984 | いつも夢みて                         | Adult Contemporary                 | 5    |
| 1984 | いつも夢みて                         | Mainstream Rock Tracks             | 19   |
| 1984 | いつも夢みて                         | The Billboard Hot 100              | 6    |
| 1984 | ウォーキング・オン・ア・シン・ライン | Mainstream Rock Tracks             | 16   |
| 1984 | ウォーキング・オン・ア・シン・ライン | ビルボード・ホット100              | 18   |
| 1985 | ハート・オブ・ロックン・ロール       | Hot Dance Music/Club Play          | 22   |
| 1985 | ハート・オブ・ロックン・ロール       | Hot Dance Music/Maxi-Singles Sales | 23   |

## トリビア
- 表紙の酒場は、今でもサンフランシスコに存在している、2A.M.というバーである。
- 映画「バック・トゥ・ザ・フューチャー」の、マイケル・J・フォックス演じるマーティの部屋には、このアルバムのポスターが貼ってある。